# Bat-Erdene Mungunzul
Bat-Erdene Mungunzul est une joueuse d'échecs mongole née en 2005.
Au 1er mai 2025, elle est quatrième joueuse mongole avec un classement Elo de 2 302 points.

## Biographie et carrière
Elle joue l'Olympiade d'échecs de 2022. A cette occasion elle remporte la médaille d'or au quatrième échiquier. Elle participe aussi à l'Olympiade d'échecs de 2024 à l'échiquier de réserve, où elle marque 7,5 points en 9 rondes.
Mungunzul termine à la deuxième place du championnat d'Asie féminin en 2025.